# Лапырин, Виктор Иванович
Виктор Иванович Лапырин (14 марта 1928, Нижний Новгород — 2 ноября 2013, Нижний Новгород) — токарь Горьковского производственно-конструкторского объединения «Гидромаш» Министерства авиационной промышленности СССР. Герой Социалистического Труда (26.04.1971).

## Биография
14 марта 1928 года в городе Нижнем Новгороде в семье рабочего родился Виктор Лапырин. В 1942 году, завершив обучение в школе, поступил на работу учеником токаря на Завод № 119 имени Г. М. Маленкова (ныне НОАО «Гидромаш»). За 49-летний стаж работы на предприятии прошёл путь до мастера токарного дела высокого класса.
Указом от 29 марта 1976 года за успехи в работе в 8-й пятилетке и большой вклад в производственную деятельность, Виктор Лапырин был удостоен звания Герой Социалистического Труда с вручением Ордена Ленина и золотой медали «Серп и Молот».
Делегат XXV съезда КПСС.
Заслуженный машиностроитель РСФСР.
В 1992 году ушёл на заслуженный отдых.
Проживал в Нижнем Новгороде. Умер 2 ноября 2013 года. Похоронен на кладбище «Марьина роща».

## Семья
Супруга  — Галина Ивановна Лопатина (Лапырина) (1926-2014)  
Дочь  — Ирина Лапырина (1949-1950)
Сын — Владимир Лапырин (р. 1951) — журналист.
Дочь — Елена Лапырина (Бессонова) (р. 1957) 
Внук  — Денис Бессонов (р. 1978) — журналист.
Внучка  — Ирина Лапырина (р. 1985)
Внук  — Иван Лапырин (р. 1987)
Правнук — Виктор Лапырин (р. 2007)

## Награды
Имеет следующие награды, за трудовые успехи:
- Герой Социалистического Труда (26.04.1971);
- Орден Ленина (26.04.1971);
- Орден Трудового Красного Знамени (29.03.1976);
- Орден Октябрьской Революции (10.03.1981).

Заслуженный машиностроитель РСФСР (1983).